# Hôtel des Mares de Montdevergues

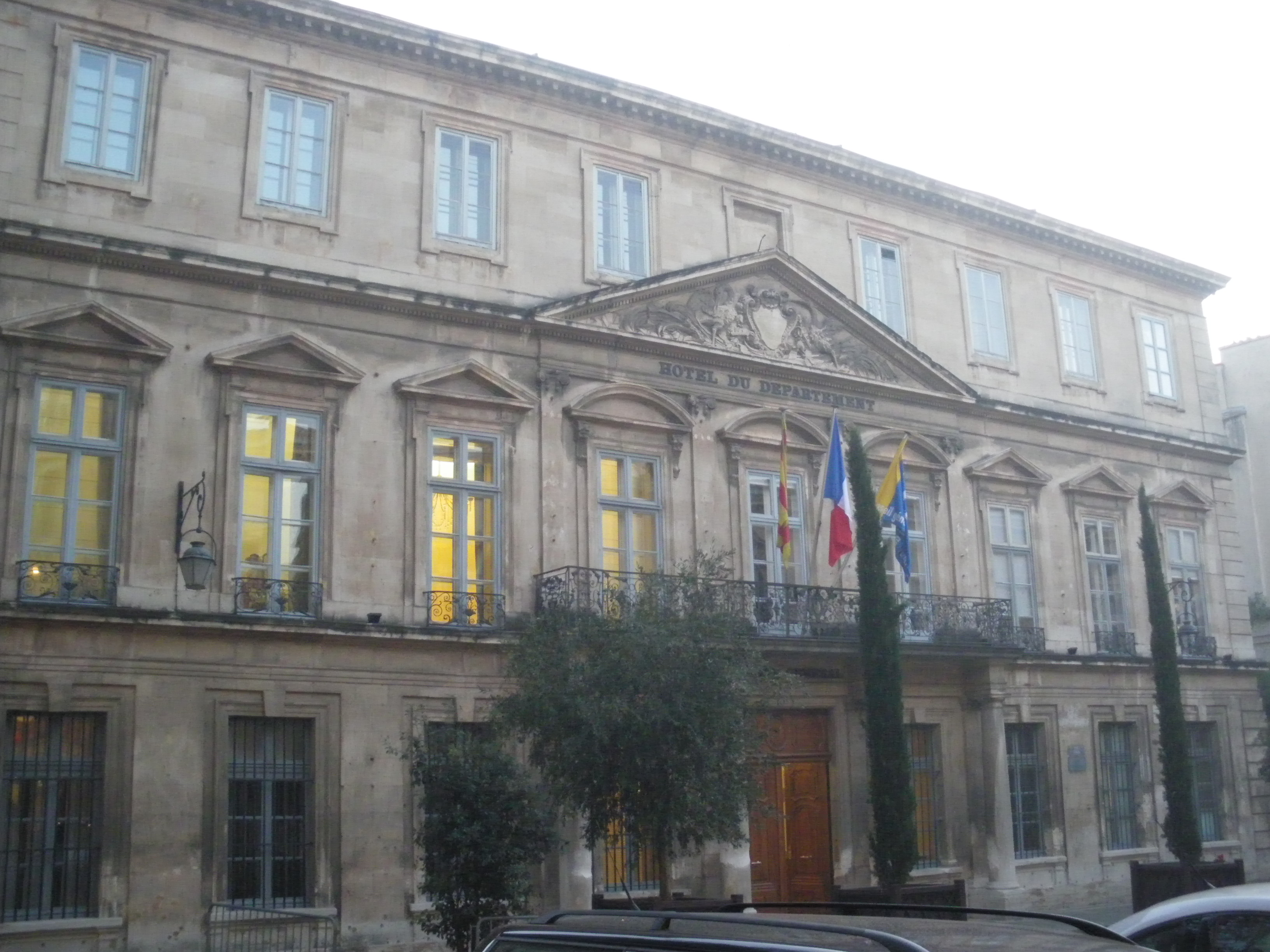
Hôtel des Mares de Montdevergues ofwel Hôtel du Département, in Avignon.

Het Hôtel des Mares de Montdevergues (begin 18e eeuw), ook genoemd Hôtel Desmarets de Montdevergues, was een stadspaleis voor edellieden in Avignon, Frankrijk. Het is gelegen aan de Place de la Préfecture 1. Het is een overheidsgebouw sinds 1870, met de naam Hôtel du Département of Hôtel du Conseil Général.

## Historiek
François-Elzéar markies de Capellis en zijn vrouw Jeanne-Marie Fonsecà uit Rome kochten dit pand begin 18e eeuw. De familie de Capellis was een adellijke familie afkomstig uit Modena en hij was de eerste markies in de Comtat Venaissin met deze naam. Hij bouwde het pand in Avignon uit. Zijn zoon François de Capellis, de tweede markies en latere marineofficier, werd er geboren in 1711. De architecten waren drie leden van de familie Franque.
Het stadspaleis kwam in het bezit van Charles-Magne Desmarets, musketier, in het jaar 1785. Desmarets verwierf de heerlijkheid Montdevergues, wat de naam van de residentie maakte tot Hôtel Desmarets de Montdevergues. Diverse edellieden en nadien gegoede burgers bezaten het paleis onder deze naam, tot aan de Frans-Pruisische oorlog (1870).
Na 1870 kwam het Hôtel in het bezit van het departement Vaucluse, die er de departementsraad huisvestte. Vandaar veranderde de naam van het pand in Hôtel du Département – zoals op de buitengevel vermeld staat - of ook de naam met verwijzing naar de departementsraad Hôtel du Conseil Général. De erkenning als monument historique van Frankrijk volgde in 1932.